# زوجة بيلاطس البنطي
زوجة بيلاطس البنطي، هي زوجة بيلاطس البنطي أو البنطسي ، الذي لم يذكر اسمها، ويظهر وجودها مرة واحدة فقط في إنجيل متى، حيث تتوسط مع بيلاطس نيابة عن يسوع. من غير المؤكد ما إذا كان بيلاطس متزوجًا بالفعل، على الرغم من أنه من المحتمل. وفي التقاليد اللاحقة أصبحت تعرف باسم بروكيولا وباللاتينية (Procula) أو بروكيولا بالإغريقية (Πρόκλα) وتلعب دورًا في العديد من أبوكريفا العهد الجديد . في وقت لاحق اكتسبت اسم كلوديا بروكولا في التقاليد الغربية، بالإضافة إلى أسماء ومتغيرات أخرى لهذه الأسماء. وتبجلها قديسة الكنيسة الأرثوذكسية والكنيسة القبطية والكنيسة الإثيوبية. وكثيراً ما ظهرت في الأدب والسينما.
في أثناء محاكمات المسيح، وأثناء جلوس بيلاطس البنطي «عَلَى كُرْسِيِّ الْوِلاَيَةِ أَرْسَلَتْ إِلَيْهِ امْرَأَتُهُ قَائِلَةً: «إِيَّاكَ وَذلِكَ الْبَارَّ، لأَنِّي تَأَلَّمْتُ الْيَوْمَ كَثِيرًا فِي حُلْمٍ مِنْ أَجْلِهِ»» (إنجيل متى 27: 19). ففي حين لم نعرف أي شيء عن تلك المرأة، ولا حتى اسمها، حلمت هي بحلم صعب تألَّمَت بسببه، وقد كان حُلمًا خطيرًا، لدرجة أن ترسل إلى زوجها الوالي وهو «عَلَى كُرْسِيِّ الْوِلاَيَةِ»، فقد كان الأمر جادًا وعاجلًا بالنسبة إليها. وطلبت إلى زوجها (في الأغلب من خلال رسول حامل رسالة موجزة) الابتعاد عن «ذلِكَ الْبَارَّ».  وبرغم اقتناع بيلاطس ببراءة المسيح كذلك، إلا أنه تجاهل كل شيء وأسلمه ليُصْلَب.

## الاسم
تركت زوجة بيلاطس في ذكرها المبكر الوحيد، إنجيل متى.
ولقب Procula (باللغة اللاتينية) أو Prokla (في اليونانية) تظهر أول زوجة لبيلاطس في إنجيل نيقوديموس (ج 5TH.)  وقائع جون ملالاس (ج 6TH).  هذا الاسم مستقر نسبيًا لها في كل من المسيحية الشرقية والغربية.  اقترح إرنست فون دوبشوتز أن الاسم ربما يكون قد جاء من قنصلية Fasti لعام 37 م، والذي يسجل وفاة في ذلك العام Gnaeus Acerronius Proculus القنصل المشارك لـ Gaius Petronius Pontius Nigrinus، وبالتالي توفير الأسماء Proculus و Pontius معًا.  اقترح هاينريش بولس، من بين أمور أخرى، أن الاسم نشأ من خطأ النسخ في النص اللاتيني الذي أخذ الكلمة اللاتينية procul (بعيد) أن يكون اسم بروكولا. يعتقد البعض الآخر أنه قد يعكس بدقة اسم زوجة بيلاطس. 
تجادل رولاند كاني بأن أقرب إشارة موجودة لها مثل كلوديا بروكولا هي Pseudo-Dexter Chronicle، وهو تزوير نُشر لأول مرة في عام 1619.  ومع ذلك، يؤكد كل من Tibor Grüll و Jill Carington Smith أن الاسم يظهر لأول مرة في أعمال Saint. جيروم (347-430).   كتب إيان بوكال أن الاسم ربما أصبح كلوديا بروكولا مع Pseudo-Dexter «مطالبات منتظمة بخلاف ذلك».  لم تكن كلوديا بروكولا اسمًا غير شائع في العصور القديمة: تم الكشف عن قبور العديد من النساء الملقبات بكلوديا بروكولا، من بيروت (سوريا) وسيرين (ليبيا) وباتارا (تركيا الحديثة)، وهو أيضًا اسم مقبول لابنة كلوديوس بروكولوس معينة وردت في رسالة من الإمبراطور هادريان. 
اسمها اللاهوتي السوري ديونيسيوس بار-صليبي في القرن الثاني عشر اسمها لونجينا .  غالبًا ما تُعطى زوجة بيلاطس في الدراما في العصور الوسطى أسماء مثل Livia أو Pilatessa ،  وهناك المزيد من المتغيرات في الأعمال الحديثة.

## أصول تاريخية وكتابية

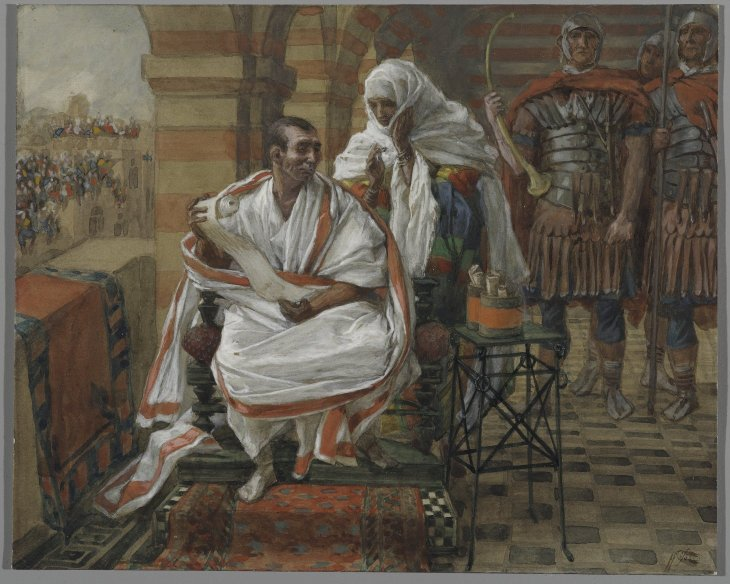
رسالة زوجة بيلاطس (1886-1894) لجيمس تيسوت (متحف بروكلين)

من المرجح أن بونتيوس بيلاطس كان متزوجًا.  ومن الممكن أن زوجته رافقه إلى منصبه حاكما لليهودية (26-36 / 37 م). في حين مُنع المحافظون من إحضار زوجاتهم إلى مناصبهم تحت الجمهورية وأغسطس، تم إلغاء القانون في وقت لاحق من قبل مجلس الشيوخ. يقول جان بيير ليمونون أن هذا حدث على الأرجح في عهد طبريا،  بينما ألكسندر ديماندت يعطي 20 م في السنة التي تم فيها إلغاء القاعدة.  ومع ذلك، فإن الإشارة المبكرة الوحيدة لزوجة بيلاطس هي جملة واحدة في إنجيل متى: 
 وبينما كان [بيلاطس] جالسًا على كرسي القضاء، أرسلت إليه زوجته قائلة: "لا علاقة لهذا الرجل الصالح. لاني عانيت كثيرا هذا اليوم في المنام بسببه. (متى 27 : 19، النسخة القياسية الأمريكية) 
 يعتبر هذا الذكر عمومًا أسطوريًا وليس تاريخيًا. [17] اقترح ري براون أن الحلقة قد تم تصميمها وفقًا لمصطلح مشترك، وجد في أعمال المؤرخ اليهودي جوزيفوس، حيث تكون المرأة الوثنية النبيلة مواتية لليهودية. 
في أوائل القرن السادس عشر، اقترح فرانسوا دي بيفار، بناءً على اسم زوجة بيلاطس في التقليد اللاحق، أن كلوديا التي ذكرها بولس في تيموثاوس الثانية (تيموثاوس الثانية 4:21) ربما كانت زوجة بيلاطس.  الرغم من ذلك، فإن Colum Hourihane يقلل هذه الإمكانية. 

### علم الآثار
في عشرينيات القرن العشرين، اكتشف تابوت رصاص في بيروت يحتوي على سوارين منقوشين باسم كلوديا بروكولا باللغة اليونانية (ΚΛΑΥΔ/ΙΑ ΠΡΟ/ΚΛΑ و ΚΛΑΥΔ/ ΠΡΟΚΛΑ على التوالي).  رينيه موتردي بتأريخ الاكتشاف إلى القرن الثالث، ربما في أوائل القرن الثالث، على الرغم من أنه لاحظ أن بعض العناصر بدت أكثر عتيقة الطراز.  يقترح أنه من المحتمل أن مؤلف إنجيل نيقوديموس قد يكون مستوحى من وفاة هذه المرأة لتسمية زوجة بيلاطس بعدها، على الرغم من أنه يلاحظ أنه لا يوجد دليل يربط إنجيل نيقوديموس ببيروت. 
في الأساس على أساس السلع الخطيرة التي تم العثور عليها مع التابوت، ولكن أيضًا مع مراعاة الميزات القديمة التي لاحظها Mouterde ، أعادت جيل كارينغتون سميث اكتشاف الاكتشافات إلى الأرباع الثلاثة الأخيرة من القرن الأول الميلادي.  تلاحظ سميث أن هذه فترة زمنية من المعقول أن تكون المرأة زوجة بونتيوس بيلاطس، على الرغم من أنها تشير إلى أنه لا يوجد دليل على أن بيلاطس كان في بيروت على الإطلاق وأن اسم كلوديا بروكولا موثق في مكان آخر.  وختمت قائلة: «إذا تم قبول هذا التاريخ [في الثلاثة أرباع الأخيرة من القرن الأول] ، فإن احتمال أن هذه كانت في الواقع زوجة بيلاطس، على الرغم من أنه من غير المحتمل، لا يمكن استبعادها بالكامل». 

## التقليد المسيحي في وقت لاحق
زوجة بيلاطس، مثل القديس بروكلا، تبجلها الكنيسة الأرثوذكسية الشرقية. الكنيسة الأرثوذكسية الشرقية تحتفل Procla في 27 تشرين الأول، في حين أن الكنيسة الأرثوذكسية الشرقية تحتفل على حد سواء وزوجها كما القديسين على 25. يونيو  أقرب ما يشير إلى تحويل Procla حتى الآن المسيحية من الثاني من القرن المسيحي المدافع أوريجانوس. 
في الكنيسة الغربية، ومع ذلك، لم يتم طلاق زوجة بيلاطس، وغالبا ما تم تفسير حلمها على أنه قادم من الشيطان، الذي كان يرغب في منع الخلاص. يمكن العثور على هذا التفسير في شخصيات مثل اللاهوتيين في العصور الوسطى رابانوس ماوروس وبيدي وبرنارد من كليرفو، وكذلك المصلح البروتستانتي مارتن لوثر.  ومع ذلك، جادل مسيحيون غربيون آخرون، مثل القديس أوغسطين، وسانت جيروم، والمصلح البروتستانتي جون كالفن من أجل أصل إلهي للحلم، ولكن من دون حمل زوجة بيلاطس لتكون قديسة. 

### العهد الجديد ابوكريفا
النص الأكثر أهمية لبروكلا هو إنجيل نيقوديموس، الذي يسمى أيضًا أعمال بيلاطس ، والذي يتوسع عند ذكرها في متى 27:19. في إنجيل نيقوديموس، ترسل زوجة بيلاطس رسولًا إلى بيلاطس بدلاً من إخباره عن حلمها بنفسها، ويتهم اليهود يسوع باستخدام السحر لإرسال الحلم.  يصف بيلاطس بروكولا، عندما يتحدث إلى اليهود، بأنه تقي وممارسة للدين اليهودي.  في بعض نسخ النص، تم تصوير كل من بيلاطس وبروكولا على أنهما موجودان في الصلب، وحزنا لموت يسوع لدرجة أنهما لا يستطيعان الأكل أو الشرب. 
يتضمن التناقض اليوناني Pilati (5 ج.)،  الذي يرتبط أحيانًا بإنجيل نيقوديموس، معلومات إضافية مفادها أن بروكولا ماتت فرحًا عندما رأت ملاكًا يستقبل زوجها بعد إعدامه لتحويله إلى المسيحية بواسطة تيبيريوس، وأنها دفنت بجانبه.  في كتاب أعمال بولس الرسولي (حوالي 160 م)، عمدت زوجة بيلاطس من قبل الرسول بولس وتظهر بسرعة علامات القداسة. 
ال Evangelium Gamalielis ، ربما من أصل القرون الوسطى والمحافظة عليها بالعربية والقبطية والجعزية (الاثيوبية)،  تم صلب بيلاطس لكونه مسيحيًا وبكاء بروكلا عند سفح صليبه. ومع ذلك، يتم إنقاذه بأعجوبة ويعتمد الاثنان بنور من السماء. تُعدم بيلاطس بعد ذلك بقطع رأسها، وتبين أن بروكلا، التي لم تكن حاضرة في قطع الرأس، قد توفت في نفس يوم وفاة زوجها.  يبدأ Martyrium Pilati ، ربما من أصل القرون الوسطى والمحفوظ بالعربية والقبطية والجعزية،  مع تصوير الأعمال الخيرية بروكولولا الآن.  ينتهي النص مع زوجة بيلاطس وبيلاطس، وكذلك طفليهما، تم صلبهم مرتين، مرة واحدة من قبل اليهود ومرة من قبل طبريا، لإيمانهم. 
في «كتاب الديك»، تم الحفاظ على شغف الإنجيل المتألق Abroqla فقط في جيز، ولكن تمت ترجمته بوضوح من مصدر عربي،  بروكلا (Abroqla) تدخل محكمة بيلاطس مع ابنتيها دورتا وماكارا، الصم والبكم، عندما يحضر يسوع إلى بيلاطس. يشفي يسوع بنات الصم والبنات، وبعد التحدث إلى شقيقاتها وزوجة أخيها، التمس بروكلا بيلاطس لإطلاق سراح يسوع. يعلن بروكلا وأفراد عائلة بيلاطس أنهم مستعدون للموت من أجل يسوع.  تكتب رسالة إلى القادة اليهود قائلة أن يسوع هو ابن الله، لكن يسوع يلتقط الرسالة ويتغير ليقول أن بروكلا مبارك وسيكافأ.  يتمتع هذا الكتاب «بوضع شبه قانوني» بين المسيحيين الإثيوبيين حتى يومنا هذا ويستمر قراءته بجانب الأناجيل الكنسية خلال الأسبوع المقدس. 

### أساطير لاحقة
في أوائل القرن التاسع، قصيدة ساكسون القديمة هيلياند ، وهي تناغم قافية للأناجيل، يصور حلم زوجة بيلاطس على أنها قادمة من الشيطان، الذي يخشى أنه إذا صلب المسيح سيصبح الجحيم خاليًا من الخطاة.  يتبع هذا التصوير تفسيرًا مشتركًا للحلم في المسيحية الغربية، والذي يمكن العثور عليه في أعمال Hrabanus Maurus (c.780-856)، وBernard of Clairvaux (1290-1153)، وغيرها. 
وفقًا لأسطورة مسيحية غربية لاحقًا، متأثرة باسمها في Pseudo-Dexter ، كانت كلوديا بروكولا عضوًا في سلالة جوليو كلاوديان،  الابنة غير الشرعية لابنة قيصر أغسطس جوليا الأكبر. كانت جوليا متزوجة من تيبيريوس، لكنه طلقها ونفى ها بسبب أسلوب حياتها غير المعتاد. أثناء وجودها في المنفى، أنجبت جوليا كلوديا بروكولا، التي شرعها تيبيريوس بعد وفاة جوليا. 

## الظهور في العصر الحديث

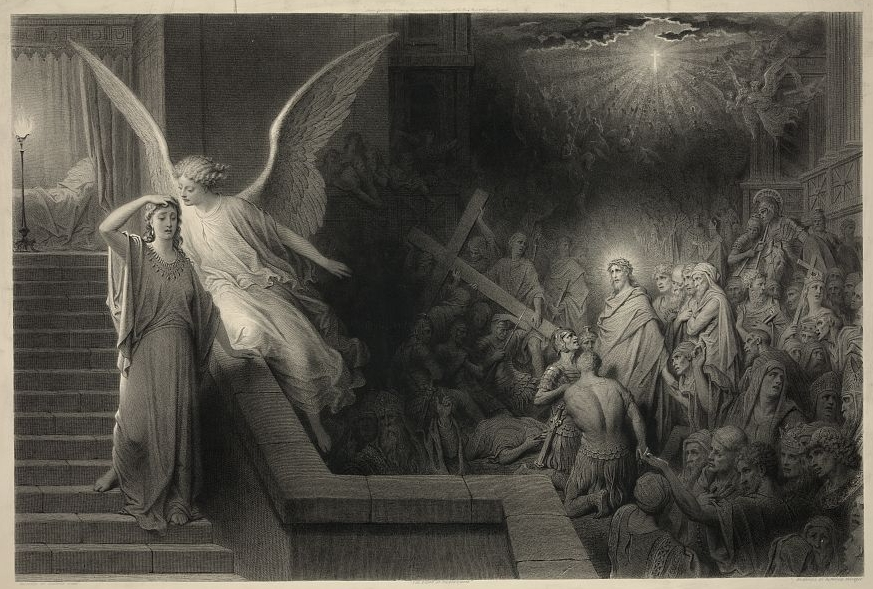
حلم زوجة بيلاطس (حوالي 1879) ، نقش ألفونس فرانسوا ، بعد غوستاف دوريه

ظهرت زوجة بيلاطس في عدد من القصائد والروايات والمسرحيات في العصر الحديث.
يحتوي حجم قصائد إيميليا لانيير Salve Deus Rex Judaeorum (1611) على قصيدة تحمل نفس العنوان، حيث تتحدث زوجة بيلاطس بشكل رئيسي. تشير إلى سقوط آدم وحواء، وتجادل بأن خطيئة بيلاطس في قتل المسيح تلغي اللعنة على حواء، لأن بيلاطس أخطأ بعدم الاستماع إلى زوجته (على عكس آدم، الذي أخطأ بسماع صوت حواء).
في ملحمة الشاعر الألماني فريدريش جوتليب كلوبستوك المسيح (المنشور على دفعات من 1748 إلى 1773)، تزور مريم والدة يسوع زوجة بيلاطس (تسمى بورتيا) لتحذير زوجها من الخطيئة بإعدام يسوع. ثم حلمت بورتيا بالفيلسوف الوثني الوثني سقراط، الذي حذرها أيضًا من إعدام يسوع. 
شغف ربنا يسوع المسيح حسب تأملات آن كاثرين إميريش (1833)، من المفترض أن يكون نسخًا للرؤى التي مرت بها الراهبة الألمانية آن كاثرين إميريش ولكن في الواقع تألفها الشاعر الرومانسي الألماني كليمنس برينتانو،  إدراك زوجة بيلاطس (تدعى كلوديا بروكليس) في الغرب.  يصور النص كلوديا بروكليس كشخصية رئيسية لديها العديد من الأحلام بدلاً من حلم واحد.  والأهم من ذلك، يرى إميريش أن كلوديا بروكليس ترسل قطعًا من الكتان مريم العذراء من أجل مسح الدم من جلد المسيح .   آخر معروف في القرن التاسع عشر حول زوجة بيلاطس هو قصيدة حلم زوجة بيلاطس بقلم شارلوت برونتي. 
«ربما الأكثر شهرة»  بين الروايات المتعلقة بزوجة بيلاطس رواية جيرترود فون لو فورت لعام 1955 بعنوان Die Frau des Pilatus (زوجة بيلاطس). يصور لو فورت المعاناة في حلم كلوديا بروكولا على أنه يتخيل الكثير من الناس عبر القرون يصلون كلمات نيقية كريد «عانت تحت بونتيوس بيلاطس، تم صلبه وتوفي ودفنه.» عندما تعود بيلاطس وبروكولا إلى روما، تبدأ في حضور التجمعات المسيحية سراً.  إنها تتحمل ذنب بيلاطس لإعدامه يسوع ويعدمها أيضًا، في مشهد تتعمد فيه الدم وتصبح شهيدًا.  
تصوير القائمة الأولى لزوجة بيلاطس، كلوديا بروكولا، في الفيلم الفرنسي جولجوتها (جوليان دوفيفيير، 1935) وتلعبها إدفيج فويلير.
على شاشة التلفزيون، لعبت زوجة بيلات دور جوان ليزلي في حلقة مسرح الأسرة عام 1951 «هيل رقم واحد» (بطولة جيمس دين مثل جون الرسول)، وجيرالدين فيتزجيرالد في حلقة استوديو وان 1955 «بونتيوس بيلات» (حيث بروكولا هو تم تصويرها على أنها نصف يهودية، وتم تقديمها أمام بيلاطس كمتمردة مسيحية نفسها، بعد خمسة عشر عامًا من وفاة يسوع).  
تم ذكر زوجة بيلاطس لفترة وجيزة في مشهد غسل اليدين لبيلاتس في الروب (1953) («حتى زوجتي لديها رأي»).   المظاهر السينمائية الأخرى للشخصية تشمل فيلم Day of Triumph (1954، الذي تلعبه Barbara Billingsley)، فيلم King of Kings (1961، الذي تلعبه Viveca Lindfors - حيث يتم تحديد الشخصية على أنها ابنة الإمبراطور طبريا)، الفيلم الإيطالي Ponzio Pilato (1962، لعبت من قبل جين كرين) والملحمة The Greatest Story Ever Told (1965، لعبت من قبل أنجيلا لانسبري). أيضا، قامت مارجوري لورد بدور كلوديا بروكولا على خشبة المسرح في عام 1963.
لعبها جون كليز في حياة بريان مونتي مونتي بيثون (1979). لعب Hope Lange دور زوجة Pontius Pilate في فيلم 1980 التلفزيوني المصور يوم وفاة المسيح . تم تصوير الشخصية أيضًا في فيلم The Inquiry (1986) الذي لعبت فيه فيليس لوجان، وكذلك في طبعة جديدة من الفيلم عام 2006، لعبت من قبل آنا كاناكيس.
في آلام المسيح (2004)، وقالت انها كما هو معروف كلوديا بروكليس (والعزف كلاوديا جيريني). في هذا الفيلم، نجحت كلوديا في إقناع بيلاطس بعدم إصدار حكم يدين يسوع شخصياً، لكنها فشلت في جهدها للضغط عليه لإنقاذ يسوع مباشرة،  وتوعز والدة يسوع ماري ومريم المجدلية أثناء تسليمهما المناشف لتنظيفهما الدم من جلزه.
ظهرت زوجة بيلات في المسلسل التلفزيوني 2008 The Passion ، الذي لعبته Esther Hall ، وفي المسلسل 2013 The Bible ، الذي صورته لويز ديلامير . كررت Delamere دورها في ابن الله 2014.  
1. ↑  "[I]t does seem likely that her cognomen was Procla."[4] "Procula is most probably accurate."[5]